# 1854 en sport
Cet article présente les faits marquants de l'année 1854 en sport.

## Aviron
- 8 avril : The Boat Race entre les équipes universitaires d'Oxford et de Cambridge. Oxford s'impose[1].

## Boxe
- 14 février : Tom Paddock défait Harry Poulson à Mildenhall en 102 tours ; Il s'agit du troisième combat décisif entre les deux[2].
- 18 juillet : Tom Paddock défait Aaron Jones à Long Reach en 121 tours[3].
- 26 juillet : William Poole et John Morrissey conviennent de se battre entre eux au quai d'Amos, à New York, afin de régler leur différend. La présence des partisans de Poole inquiète Morrissey, il est sévèrement dominé et concède la défaite[4].
- 27 août : Tom Paddock lance des défis au Champion anglais Harry Broome et à l'ancien champion William Perry, mais les deux déclinent. Paddock répond en revendiquant le Championnat d'Angleterre, mais il n'est pas reconnu[3].
- 20 octobre : John Morrissey décline un défi pour le titre américain de l'ancien champion retraité Tom Hyer. Il combattra exactement quatre ans plus tard pour défendre son titre[4].

## Cricket
- 15 février : inauguration en Australie du Sydney Cricket Ground[5].
- Le Surrey County Cricket Club est sacré champion de cricket en Angleterre[6].
- 30 septembre : premier match de cricket au Melbourne Cricket Ground[7].

## Golf
- Le Royal Golf Club de Saint Andrews (Écosse) édite les règles du golf[8].

## Joutes nautiques
- Août : Noël Mazel remporte le Grand Prix de la Saint-Louis à Sète[9].

## Sport scolaire
- 2 décembre : décret du ministre de l’Instruction Publique Hippolyte Fortoul qui introduit la gymnastique facultative dans les lycées français[10].

## Sport hippique
- Angleterre : Andover gagne le Derby d'Epsom[11].
- Angleterre : Burton gagne le Grand National[12].
- France : Celebrity gagne le Prix du Jockey Club[13].
- France : Honesty gagne le Prix de Diane[14].

## Naissances
- 8 janvier : John Rahm, golfeur américain. († 28 juillet 1935).
- 25 janvier : Segar Bastard, footballeur puis arbitre anglais. († 20 mars 1921).
- 9 mars : Leslie Balfour-Melville, joueur de rugby à XV et de cricket puis golfeur et ensuite dirigeant sportif écossais. Président de la Fédération écossaise de rugby à XV. († 17 juillet 1937).
- 15 mars : Hugh Rowley, joueur de rugby à XV anglais. († ?).
- 11 mai : Jack Blackham, joueur de cricket australien. († 28 décembre 1932).
- 5 octobre : John Wylie, footballeur anglais. († 30 juillet 1924).
- 11 décembre : Charles Radbourn, joueur de baseball américain. († 5 février 1897).
- ? : Charles Campbell, footballeur écossais. († avril 1927).
- ? : Peter McNeil, footballeur écossais. († 30 mars 1901).